# Armando Fernández Prieto
Armando Fernández Prieto, més conegut com a Mandi, (Oviedo, 24 de març de 1932 - Oviedo, 20 de desembre de 2001) fou un futbolista asturià de la dècada de 1950.

## Trajectòria
Començà la seva carrera professional al Reial Oviedo, on jugà a gran nivell entre 1952 i 1954. L'any 1954 fitxà pel FC Barcelona, on jugà durant tres temporades. No disposà de gaire minuts al club blaugrana, a més, una lesió al genoll li impedí jugar amb la selecció espanyola. L'any 1957 fitxà pel Real Jaén CF, i més tard defensà els colors del Caudal Deportivo de Mieres i de la Unión Popular de Langreo. Disputà un partit amb la selecció catalana de futbol l'any 1955 enfront del FC Bologna.

## Palmarès
- Copa espanyola:
  - 1956-57